# Josef Vietze
Josef Vietze (26. září 1902, Horní Podluží – 24. října 1988, Bischofswiesen) byl sudetoněmecký grafik a malíř.

## Život
V letech 1916–1920 se vyučil litografem, pracoval pak v Krakově, Praze a České Lípě. V letech 1929–1934 studoval na Akademii výtvarných umění v Praze grafiku u prof. Hönicha, od roku 1934 figurativní malbu u prof. Nechleby. V letech 1940–1945 vyučoval na pražské Akademii. V té době také vytvořil reprezentační portréty místních nacistických pohlavárů Heydricha a Franka. Po válce byl internován a odsunut do Německa. Usadil se v Bischofswiesenu v jižním Německu.